# Franz Volkmar Reinhard
Pour les articles homonymes, voir Reinhard.
Ne doit pas être confondu avec Charles-Frédéric Reinhard.
Franz Volkmar Reinhard, né le 12 mars 1753 à Vohenstrauß (Palatinat du Rhin) et mort le 6 septembre 1812 à Dresde, est un moraliste et prédicateur protestant bavarois.

## Biographie

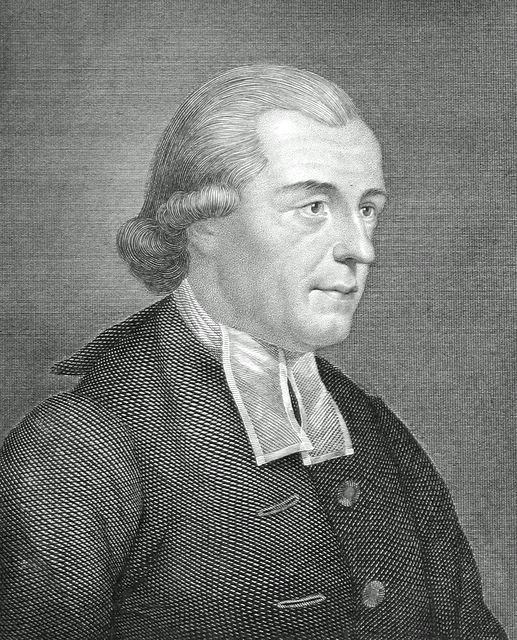
Gravure représentant Franz Volkmar Reinhard jeune.

Reinhard fut successivement professeur de théologie et de philosophie à Wittemberg, puis premier prédicateur de la cour de Dresde, conseiller ecclésiastique, membre du consistoire suprême. Il exerça beaucoup d’influence sur l’enseignement scolaire et religieux du pays.
On a de lui :
- Système de la morale chrétienne,
- Leçons de théologie dogmatique,
- 39 volumes de Sermons, qui complètent et appliquent son Système de morale.